# 天津市滨海新区大港油田第一中学
天津市滨海新区大港油田第一中学，简称大港油田一中，原名华北石油勘探指挥部第一中学，始建于1971年3月，位于中华人民共和国天津市滨海新区大港油田光明大道与建设路交口。
1993年，学校高中部析出，组建天津市大港油田实验中学:812-815。
目前，大港油田第一中学是天津市滨海新区区级重点中学。